# Gonocephalus mjobergi
Espèce
Gonocephalus mjobergi est une espèce de sauriens de la famille des Agamidae.

## Répartition
Cette espèce est endémique de Bornéo. Elle se rencontre au Sarawak en Malaisie orientale et au Kalimantan en Indonésie.

## Étymologie
Cette espèce est nommée en l'honneur d'Eric Georg Mjöberg (1882-1938).

## Publication originale
- Smith, 1925 : On a collection of Reptiles and Amphibians from Mt. Murud, Borneo. Sarawak Museum Journal, vol. 3, p. 5-14 (texte intégral).